# Saint-Paul-en-Pareds
 Saint-Paul-en-Pareds  es una población y comuna francesa, en la región de Países del Loira, departamento de Vendée, en el distrito de La Roche-sur-Yon y cantón de Les Herbiers.

## Demografía
| 644 | 600 | 612 | 745 | 832 | 926 |
| Para los censos de 1962 a 1999 la población legal corresponde a la población sin duplicidades (Fuente: INSEE [Consultar]) |     |     |     |     |     |